# E
Az E a latin ábécé ötödik, a magyar ábécé kilencedik betűje.

## Karakterkódolás
| Karakterkészlet | Kisbetű (e) | Nagybetű (E) |
| --------------- | ----------- | ------------ |
| ASCII           | 101         | 69           |
| Bináris ASCII   | 01100101    | 01000101     |
| EBCDIC          | 133         | 197          |
| Bináris EBCDIC  | 10000101    | 11000101     |
| Unicode         | U+0065      | U+0045       |
| HTML/XML        | &#101;      | &#69;        |

## Jelentései

### Filmművészet
- E egy 1982-ben készült kanadai film címe

### Fizika
- e: a részecskefizikában az elektron jele
- e: az elemi töltés jele
- E: az energia jele
- E: az elektromos térerősség jele
- E: a rugalmassági (Young-) modulus jele

### Matematika
- e: Az Euler-féle szám, a természetes logaritmus alapszámának jele (közelítő értéke 2,71828182846)
- E: a valószínűségszámításban egy valószínűségi változó várható értékének jele
- az {\displaystyle \exists } a matematikában és a logikában az egzisztenciális kvantor jele, vagyis azt jelenti: „valami létezik”
- E: az exa-, vagyis egy mennyiség trilliószorosának jelölése az SI-rendszerben

### Orvostudomány
- E: az egyik vitamin, kémiai nevén a tokoferol (=E-vitamin) neve.

### Statisztika
- E: egy valószínűségi változó várható értékének jele

### Számítástechnika
- e: sok helyütt az „elektronikus” szó rövidítése (például e-mail)
- az E egy Amiga-beli programozási nyelv megnevezése

### Zene
- E: zenei hang, a hangsor 3. eleme

### Egyéb
- -e: a magyar nyelvben kérdőszó funkciójú kötőszó, mely helyesen alkalmazva kötőjellel kapcsolódik a mondat azon szava mögé, amelyre a kérdés irányul. Lényegében bármely szófajú szóval társulhat, kivéve a viszonyszót, kiirthatatlanul terjed azonban helytelen használata, amikor a közlő a kérdéssel valóban érintett szó helyett viszonyszóhoz (elváló igekötőhöz, pl. „meg-e”, tagadószóhoz, pl. „nem-e” stb.) kapcsolja.
- e: a német nyelvben található die névelő általános rövidítése
- E: az exa-, vagyis egy mennyiség {\displaystyle 10^{18}}-szorosának jelölése az SI-rendszerben
- E: nemzetközi autójelként Spanyolország jele
- E-számok: élelmiszer-adalékanyagok
- え (e): japán kana
- E!: a napirajz.hu magyar webképregény-sorozat fiktív univerzumában bármely szereplő által gyakorta alkalmazott kifejezés, leginkább a tetszés, a megelégedettség, olykor a csodálkozás – szavakba ennél bővebben nem öntött – kifejezésére. Ritkán előfordul kérdő mondathelyzetben is, akkor természetesen kérdőjellel.[1] Lehetséges eredete – a szerző olaszországi kötődéseit is figyelembe véve – az olasz ecco (illetve a latin ecce) szó, melynek egyik jelentése „íme!”